# پین لیویو
پین لیویو (انگلیسی: Livio Pin؛ زادهٔ ۲۳ ژانویهٔ ۱۹۵۳) بازیکن فوتبال اهل ایتالیا است.
از باشگاه‌هایی که در آن بازی کرده‌است می‌توان به باشگاه فوتبال رجینا، باشگاه فوتبال پروجا، باشگاه فوتبال یوونتوس، باشگاه فوتبال بولونیا، باشگاه فوتبال ونتزیا، باشگاه فوتبال اودینزه، باشگاه فوتبال کومو، باشگاه فوتبال ناپولی، و باشگاه فوتبال اتلتیکو آرتزو اشاره کرد.